# Мишель и Мишутка
«Мишель и Мишутка» — советский детский среднеметражный фильм-шутка 1961 года режиссëра Аян Шахмалиевой производства киностудии «Ленфильм».
Премьера фильма состоялась 30 октября 1961 года.

## Сюжет
Знаменитый цирковой артист Мишель, перестав в отпуске тренироваться, чуть было не сорвал выступление, но его брат медвежонок Мишутка всегда поможет и выполнит сложный трюк — полёт под куполом цирка — за него.

## В ролях
- Валентин Филатов — дрессировщик, артист цирка. Народный артист СССР.
- его питомцы — звери из «Медвежьего цирка» Валентина Филатова.

Текст за кадром читает Зиновий Гердт.